# Sasowo
Sasowo (ros. Сасово) – miasto w Rosji, w obwodzie riazańskim, 184 km na południowy wschód od Riazania. W 2009 liczyło 28 685 mieszkańców. Stolica rejonu sasowskiego, w skład którego nie wchodzi, będąc miastem wydzielonym o znaczeniu regionalnym.
Znajduje tu się stacja kolejowa Sasowo, położona na linii Moskwa – Riazań – Samara.